# قاشق‌زنی
قاشق‌زنی از رسوم ایرانی است که در شب چهارشنبه‌سوری برپا می‌شده‌است. حاصل نهایی قاشق‌زنی، پخت و توزیع آش ابودردا بوده‌است.
قاشق‌زنی رسمی عمومی است. زنان و مردان چادری بر سر انداخته و گاه نقابی بر چهره می‌زدند تا ناشناس بمانند. آنگاه با قاشق بر کاسه یا قابلمه یا بر در خانه می‌کوبیدند و اهل خانه را از آمدن خویش آگاه می‌کردند. اهل خانه کاسه خالی را گرفته و مشتی آذوقه خشک از قبیل بنشن در آن ریخته و بازمی‌گرداندند. گاه بجای آذوقه پول نقد به قاشق زن پرداخت می‌شده‌است. مهمترین شرط در قاشق زدن ناشناس ماندن قاشق‌زن بوده‌است؛ لذا نه قاشق‌زن و نه صاحب منزل، در هنگام مواجهه سخن نمی‌گفته‌اند.

## پیشینه
آیین قاشق‌زنی احتمالاً نشات گرفته از این عقیده است که ارواح نیک درگذشتگان در رستاخیزی به شکل افرادی که رویشان پوشیده است به خانه بازماندگان سر می‌زنند و زندگان برای یادبود و برکت به آنان هدیه‌ای می‌دهند.
در زند اوستا آمده است که پنج روز آخر سال تا روز پنجم فروردین اورمزد دوزخ را خالی می‌کند و ارواح رها می‌شوند. قاشق زنی استفادهٔ ارواح از زبان بدنی به جای زبان گفتاری است.

## آش ابودردا
قاشق‌زن پس از رفتن به خانه‌های بسیار (به روایت بلوکباشی پس از رفتن به در هفت خانه) و جمع‌آوری آذوقه و پول کافی، مقدمات تهیه آش ابودردا یا آش را فراهم می‌کرد. معمولاً این آش به نیت شفای بیماران تهیه می‌شد و پس از آنکه اندکی از آن را به بیمار داخل منزل می‌چشاندند، مابقی را به فقرا می‌بخشیدند. احتمالاً مدفن ابودردا در تربت جام خراسان است.
به روایت بلوکباشی، آش ابودردا شبیه آش رشته بوده با این تفاوت که با تکه‌ای خمیر، تندیس کوچکی از ابودرداء و همسرش ساخته و در آش می‌انداختند. گروهی دیگر آن را شامل هفت نوع حبوبات (شامل نخود و لوبیا و عدس و ...) می‌دانند

## قاشق‌زنی معاصر
سنت قاشق‌زنی به مرور زمان تغییراتی نموده‌است. گاه مردان جوان نیز چادری بر سر می‌افکنند و برای شیطنت و خوشمزگی به در خانه معشوق یا اقوام می‌زنند و بی سخن با یار رمز عشق را مبادله می‌کنند. این مراسم گاهی دستمایه طنزپردازان شده‌است. برای نمونه در خراسان شمالی رسم «قاشق‌زنی» _ که در آنجا «ملاقه‌زنی» خوانده می‌شود _ توسط نوجوانان پسری که سر و روی خود را با چادر پوشانیده‌اند و با دردست‌گرفتن ملاقه‌ای به در خانه‌ها می‌روند و ترانه‌هایی می‌خوانند، انجام می‌پذیرد؛ ترنه‌هایی چون: 
خله‌خله خلتمه به، سوا گلیم یمرتمه به با برابرهای فارسی خاله خاله عیدی من را بده، فردا نیز می‌آیم تخم‌مرغی بده خله‌خله خلته گلده، اینچنه کلچه گلده، خاله خاله عیدیم را بده، کیسه‌ای آمد کلوچه‌ای بگذار
شهرداری تهران در سال ۱۳۸۵ تلاشی برای احیای این رسم ایرانی را آغاز نمود.
رسم قاشق‌زنی شباهت‌هایی با رسم Trick-or-treating در جشن هالووین دارد.